# Bleu Nuit
Pour l’article homonyme, voir bleu nuit.
 (mai 2008).
Si vous disposez d'ouvrages ou d'articles de référence ou si vous connaissez des sites web de qualité traitant du thème abordé ici, merci de compléter l'article en donnant les références utiles à sa vérifiabilité et en les liant à la section « Notes et références ».
Bleu Nuit est un bloc de programmes québécois présentant des films érotiques, diffusés les samedis soirs sur le réseau TQS depuis son lancement en septembre 1986 jusqu'en 2007. Les films présentés relèvent plutôt de l'érotisme et de la pornographie légère (soft porn). Plusieurs titres de la série Emmanuelle ont été diffusés dans le cadre de cette émission.
La bannière Bleu Nuit est reprise à partir du 12 mars 2016 par la chaîne québécoise Prise 2, qui présente une sélection de films similaires.

## Présentation
Le réseau de Télévision Quatre-Saisons proposait dès son lancement des films tous les soirs aux heures de grande écoute ainsi qu'un film de fin de soirée. La sélection de films présentés le samedi soir sous la bannière Bleu Nuit était composée de films avec des thèmes matures appropriés pour la case de fin de soirée, alternés par quelques films érotiques légers (nudité féminine, voyeurisme, simulations), thème qui deviendra dominant quelques mois plus tard.
À l'automne 1988, le magazine français Sexy Folies précède le film environ une fois par mois, en alternance avec l'émission québécoise Sur l'oreiller puis Parlez-moi d'amour à l'hiver 1989. À l'automne 1989, ces émissions sont remplacées par l'émission française Super Sexy, puis la série Série rose rejoint la programmation à l'automne 1990, en alternance. Après la diffusion originale de tous les épisodes produits à partir de l'été 1991, elles sont diffusées après Bleu Nuit jusqu'à leur disparition à l'été 1993.
En 1990 et 1991, victime de sa popularité mais aussi de problèmes financiers, les films sont rediffusés plusieurs fois. Vers 1992, quelques films hardcore qui avaient aussi été produits en parallèle en softcore, ou encore été édités pour retirer les scènes explicites, quitte à repasser les mêmes scènes en boucle pour remplir du temps, sont ajoutés à la programmation.
En septembre 1993, la bannière Bleu Nuit disparaît des télé-horaires, devenant simplement une case cinéma. Les films érotiques sont toujours diffusés pour les deux prochains mois, et quelques-uns s'y retrouvent aussi le dimanche soir. Par la suite, des films comme Officier et Gentleman, La Fièvre du samedi soir, Superman 2, ou des films de James Bond sont diffusés dans l'ancienne case horaire de Bleu Nuit, et quelques films érotiques (Emmanuelle, La Bonne, Boléro, Virginia, etc.) apparaissaient à l'horaire de temps à autre.
Bleu Nuit revient officiellement à l'horaire deux ans plus tard, en septembre 1995.

## Émissions et séries précédant Bleu Nuit
- Sexy Folies (dès le 4 juin 1988)
- Sur l'oreiller (dès le 17 septembre 1988)
- Parlez-moi d'amour (dès le 28 janvier 1989)
- Super Sexy (dès le 9 septembre 1989)
- Série rose (dès le 8 septembre 1990)
- Danseuses Particulières (Private Dancer)[1] (du 8 juin au 6 juillet 1996)
- Libido (du 26 septembre 1998 au 6 mars 1999)
- Sex shop (années 2000)[2]
- Kama Sutra (2004)[3]

## Films
Cette liste est en ordre chronologique de diffusion. Afin de l'alléger, elle exclut les rediffusions. Les dates ne sont qu'à titre indicatif et les films diffusés après minuit ne sont pas distingués.

### 1986
- 13 sept : Beau-père (1981)
- 20 sept : Canicule (1984)
- 27 sept : Stryker (en) (1983)
- 4 oct : Meurtres à domicile (1982)
- 11 oct : Malicia (Malizia) (1973)
- 18 oct : La Forteresse noire (The Keep) (1983)
- 25 oct : L'Épouvantail de mort (The Scarecrow) (1982)
- 1er nov : Loulou (1980)
- 8 nov : Les Durs (Uomini duri) (1974)
- 15 nov : Viol et Châtiment (Lipstick) (1976)
- 22 nov : L'Exécuteur de Hong Kong (Forced Vengeance) (1982)
- 29 nov : Le Gigolo Américain (American Gigolo) (1980)
- 13 déc : Prophétie (Prophecy) (1979)
- 20 déc : Pauline et l'ordinateur (1978)
- 27 déc : Et la tendresse ? Bordel ! (1979)

### 1987
- 3 jan : Et la tendresse ! Bordel... 2 (1983)
- 10 jan : Légitime Violence (1982)
- 17 jan : Le Phoénix (en) (The Phoenix) (1981)
- 24 jan : Cent Jours à Palerme (Cento giorni a Palermo) (1984)
- 31 jan : Comme un papillon (Butterfly) (1982)
- 7 fév : La Balance (1982)
- 14 fév : Partenaires (1984)
- 21 fév : Dar l'Invincible (The Beastmaster) (1982)
- 7 mars : Que les gros salaires lèvent le doigt ! (1982)
- 14 mars : Emmanuelle l'antivierge (1975)
- 21 mars : Good-bye, Emmanuelle (1978)
- 28 mars : Ruée vers l'or Californien (California Gold Rush) (1981)
- 4 avr : Emmanuelle 4 (1984)
- 18 avr : Pieds nus dans le parc (Barefoot in the Park) (1967)
- 2 mai : Emanuelle et les filles de madame Claude (La via della prostituzione) (1978)
- 9 mai : Le Cœur à l'envers (1980)
- 16 mai : La Dérobade (1979)
- 23 mai : Rue barbare (1984)
- 6 juin : Gwendoline (1984)
- 13 juin : Les Guerriers du Bronx (1990 - I guerrieri del Bronx) (1982)
- 20 juin : Glamour (1984)
- 27 juin : Équateur (1983)
- 4 juil : Je t'aime moi non plus (1976)
- 18 juil : L'émir préfère les blondes (1983)
- 25 juil : Les Nuits de New York (New York Nights) (1984)
- 1er août : Clémentine Tango (1983)
- 8 août : Sortilèges dans la nuit (Midnight Offerings) (1981)
- 15 août : Angoisse (Mind Over Murder) (1979)
- 22 août : Rendez-vous (1985)
- 29 août : Le Locataire (1976)
- 5 sept : Femmes (1983)
- 12 sept : La Dame des dunes (1986)
- 19 sept : La Fille (Così come sei) (1978)
- 26 sept : Putain d'histoire d'amour (1980)
- 3 oct : Desideria (it) (Desideria: la vita interiore) (1980)
- 10 oct : L'Année des méduses (1984)
- 17 oct : Le Bébé de Rosemary (Rosemary's Baby) (1968)
- 24 oct : Emmanuelle (1974)
- 31 oct : La Chute de la maison Usher (The Fall of the House of Usher) (1979)
- 7 nov : Tendres Cousines (1980)
- 14 nov : Deux femmes en or (1970)
- 21 nov : Les Caprices d'une nièce (it) (Cara dolce nipote) (1977)
- 28 nov : Paco l'infaillible (1979)
- 12 déc : Le Cercle des passions (1983)
- 19 déc : On n'est pas sorti de l'auberge (1982)

### 1988
- 9 jan : Aldo et Junior (1984)
- 23 jan : Tatort : Un amour interdit (Tatort: Reifezeugnis) (1977)
- 13 fév : Moscou ne croit pas aux larmes (Moskva slezam ne verit) (1979)
- 20 fév : Les Galettes de Pont-Aven (1975)
- 5 mars : Samanka, l'île des passions (1982)
- 12 mars : Serpico (1973)
- 19 mars : Le Bon Roi Dagobert (1984)
- 26 mars : L'amour propre ne le reste jamais très longtemps (1985)
- 2 avr : François et le Chemin du soleil (Fratello sole, sorella luna) (1972)
- 16 avr : Desiderio (1983)
- 14 mai : Les Ringards (1978)
- 21 mai : L'Homme qui n'était pas là (1987)
- 28 mai : Comment draguer tous les mecs (1984)
- 18 juin : Les Bronzés (1978)
- 2 juil : Amours de vacances (Summer Lovers) (1982)
- 9 juil : Les Tribulations d'un Chinois en Chine (1965)
- 30 juil : Jour et Nuit (1985)
- 6 août : Fanny Hill (en) (1983)
- 13 août : Le Facteur de Saint-Tropez (1985)
- 20 août : Les Aventures de Miss Catastrophe (Bonnie e Clyde all'italiana) (1982)
- 3 sept : Rosa la rose, fille publique (1985)
- 17 sept : Le Fou de l'espace (Slapstick of Another Kind) (1982)
- 1er oct : La Clé (La chiave) (1983)
- 29 oct : Peur bleue (Stephen King's Silver Bullet) (1983)
- 5 nov : Le Dernier Tango à Paris (Ultimo tango a Parigi) (1972)
- 12 nov : L'Enchaîné (La gabbia) (1985)
- 19 nov : Fleur du vice (Miele di donna) (1981)
- 26 nov : Les Branchés à Saint-Tropez (1983)
- 24 déc : Tu seras un homme, mon fils (The Eddy Duchin Story) (1956)
- 31 déc : Les anges se fendent la gueule (Funny People II) (1983)

### 1989
- 4 mars : Captive (1986)
- 25 mars : Gatsby le Magnifique (The Great Gatsby) (1974)
- 1er avr : La Femme flambée (Die flambierte Frau) (1983)
- 22 avr : S... comme salaud (1969)
- 29 avr : Nijinski (1980)
- 13 mai : Bactron 317 ou l'Espionne qui venait du show (1979)
- 20 mai : Court circuits (1981)
- 10 juin : La Petite (Pretty Baby) (1978)
- 24 juin : Plus rien à perdre (Out of the Blue) (1978)
- 1er juil : Le Protecteur de quartier (en) (Fighting Back) (1982)
- 8 juil : Quand tu seras débloqué, fais-moi signe ! (1981)
- 15 juil : Si ma gueule vous plaît (1981)
- 26 août : En route pour la gloire (Bound for Glory) (1976)
- 16 sept : L'Exécutrice (1986)
- 14 oct : Plaisirs de femme (it) (L'attenzione) (1985)
- 21 oct : Tarzan, l'homme singe (Tarzan, the Ape Man) (1981)
- 4 nov : Voleur de désirs (Thief of Hearts) (1984)
- 11 nov : 9 semaines 1/2 (9½ Weeks) (1986)
- 18 nov : Blue Velvet (1986)
- 25 nov : Tenue de soirée (1986)

### 1990
- 27 jan : On est venu là pour s'éclater (1979)
- 24 fév : Bolero (1984)
- 3 mars : Screen Test (1985)
- 24 mars : Chacun ses vacances (Separate Vacations) (1986)
- 28 avril : L'Été en pente douce (1987)
- 15 sept : La Femme pervertie (Il piacere) (1985)
- 3 nov : Raspoutine (de) (Rasputin – Orgien am Zarenhof) (1983)
- 10 nov : Plaisirs mortels (en) (Bedroom Eyes) (1984)
- 17 nov : Emmanuelle 5 (1987)
- 22 déc : On se calme et on boit frais à Saint-Tropez (1987)

### 1991
- 9 mars : Les Désirs amoureux de Melody (Melody in Love) (1978)
- 16 mars : Leçons très particulières (Private Lessons) (1981)
- 23 mars : Nana : Le désir (Nana) (1982)
- 13 avril : Gros Plans (Inserts) (1975)
- 9 nov : La Bonne (1986)
- 23 nov : Crime et obsession (Hot Target) (1985)
- 14 déc : Le Miel du diable (Il miele del diavolo) (1986)

### 1992
- 25 jan : Les Amours exotiques d'Emmanuelle (Porno Esotic Love) (1980)
- 8 fév : La Nuit bleue (Pathos - Segreta inquietudine) (1988)
- 7 mars : Faire l'amour sous l'influence du zodiaque (Sex with the Stars) (1980)
- 28 mars : Les Plaisirs interdits (Fotografando Patrizia) (1984)
- 11 avril : Ça mousse à Hollywood (en) (Hollywood Hot Tubs) (1984)
- 23 mai : Joséphine Mutzenbacher (Die Liebesschule der Josefine Mutzenbacher) (1987)
- 20 juin : Outrage aux mœurs (1985)
- 25 juil : Estelle et Flora (1980)
- 22 août : Ardeurs d'été (1983)
- 12 sept : Pussycat (Orgia stin Kerkyra) (1983)
- 26 sept : Recherche comédiennes déshabillées (Nudity Required) (1988)
- 10 oct : Les Tentations de Sylvie (Errore fatale) (1988)
- 7 nov : Des choses dans la nuit (Night Trips) (1989)
- 21 nov : Virginia (1989)
- 12 déc : L'Internat en folie (Das liebestolle Internat) (1982)

### 1993
- 2 jan : Le Diable rose (1988)
- 30 jan : La Vie secrète et sexuelle de Roméo et Juliette (The Secret Sex Lives of Romeo and Juliet) (1969)
- 13 fév : L'Amour aux sports d'hiver (1979)
- 6 mars : La Fleur du mal (Wild Orchid) (1990)
- 20 mars : On prend la pilule et on s'éclate (1984)
- 17 avr : La Bourgeoise et le puceau (1985)
- 29 mai : Police des mœurs (1987)
- 5 juin : Luxure dans l'Orient-Express (Lust on the Orient Express) (1986)
- 10 juil : Les Petites Culottes de la Révolution (1989)
- 28 août : Désirs interdits (VO : ?) (1987)
- 25 sept : Intrigues sensuelles (Intrigo d'amore) (1988)
- 9 oct : Miranda (1985)
- 6 nov : Le Motard téméraire (Reckless) (1984)
- 7 nov : Mes quarante premières années (I miei primi 40 anni) (1987)

### 1994
- 2 avr : La Femme d'affaires (High Finance Woman) (1990)
- 8 oct : Telle mère, telle fille (1990)
- 12 nov : La Fleur du mal 2: Les Nuits de Blue (en) (Wild Orchid II: Two Shades of Blue) (1992)
- 10 déc : Henry et June (1990)

### 1995
- 8 juil : Si Don Juan était une femme (1973)
- 9 sept : La Dépendance (1995)
- 7 oct : Joy (1983)
- 28 oct : Black Emmanuelle en Afrique (Emanuelle nera) (1975)
- 4 nov : Jeux de miroir (Mirror Images II) (1993)
- 18 nov : La Maison du désir (VF : ?) (1985)
- 25 nov : Leçons Privées (X-Tra Private Lessons) (1994)
- 9 déc : Liaisons à domicile (1993)
- 16 déc : Le Journal de Lady M. (1994)
- 23 déc : Lido de Paris - Bravissimo
- 30 déc : Formidable ! La Revue du centenaire du bal du Moulin-Rouge

### 1996
- 6 jan : Novel Desires (1991)
- 20 jan : Été sensuel (A Sensuous Summer) (1991)[4]
- 10 fév : Jeux Secrets 3 (Secret Games 3) (1994)
- 24 fév : Jeux Secrets (Secret Games) (1992)
- 2 mars : Miroir aux passions (Mirror Images) (1992)
- 23 mars : Concerto pour amants (Lover's Concerto) (1995)
- 6 avr : Tropicana Club - Revue à La Havane
- 4 mai : Gros Béguins (Wild Child) (1991)
- 15 juin : L'Escarpin Rouge (Red Shoe Diaries) (1992)
- 22 juin : Ultra Violet (Totally Exposed) (1991)
- 13 juil : Elke, l'amie de la famille (Friend of the Family) (1995)
- 31 août : Romance démence (Ramona!) (1991)
- 7 sept : Obsession brûlante (Tradimenti a Capri) (1989)
- 14 sept : L'Escorte (Secret Games II) (1993)
- 26 oct : Rebecca (Rebecca, la signora del desiderio) (1992)
- 2 nov : Mis à nu (Bare Exposure) (1993)
- 16 nov : Prélude à l'amour (Prelude to Love) (1995)
- 21 déc : Girls de Paris
- 28 déc : Oba Oba '93

### 1997
- 22 fév : Jambon, Jambon (Jamón, jamón) (1992)
- 1er mars : La Leçon de plaisir (1995)
- 8 mars : Mille désirs (1996)
- 29 mars : Paradis latin : Viva Paradis (1990)
- 6 sept : Le Divan rouge (Casa di piacere) (1991)
- 13 sept : Le Roman des désirs (Novel Desires) (1991)
- 18 oct : Le Miroir du désir (1996)
- 25 oct : Ondes lascives (en) (Night Rhythms) (1992)
- 1er nov : Les Principes de Pamela (The Pamela Principle) (1992)
- 13 déc : Le Livre des désirs (1996)
- 20 déc : Lido de Paris

### 1998
- 17 jan : Onze jours et onze nuits (it) (11 giorni, 11 notti) (1987)
- 14 fév : Aveux érotiques (Erotic Confessions: Volume 1) (1995)
- 21 fév : Aveux érotiques 2 (1996)
- 28 fév : Aveux érotiques 3 (1996)
- 7 mars : Aveux érotiques 4 (1996)
- 14 mars : Aveux érotiques 5 (1996)
- 21 mars : Aveux érotiques 6 (1997)
- 18 avr : Aventures érotiques des trois mousquetaires (The Erotic Adventures of the Three Musketeers) (1992)
- 25 avr : Une nuit à Rio
- 16 mai : Aveux érotiques 7 (1997)
- 6 juin : Aveux érotiques 8 (1997)
- 5 sept : La Revanche d'Emmanuelle (1993)
- 12 sept : Le Secret d'Emmanuelle (1993)
- 24 oct : Emmanuelle pour toujours (1993)
- 31 oct : Emmanuelle à Venise (1993)
- 7 nov : L'Amour d'Emmanuelle (1993)
- 14 nov : Magique Emmanuelle (1993)
- 21 nov : Le Parfum d'Emmanuelle (1993)
- 19 déc : Crazy Horse : Jubilee show
- 26 déc : Lido : 50 ans de bravos

### 1999
- 2 jan : Paris coquin
- 20 fév : La Maison des plaisirs (Beverly Hills Bordello) (1996)
- 27 fév : La Maison des plaisirs 2 (1996)
- 6 mars : La Maison des plaisirs 3 (1996)
- 13 mars : La Maison des plaisirs 4 (1997)
- 20 mars : Vénus Érotica (Delta of Venus) (1995)
- 4 sept : Week-end avec Sara (Romancing Sara) (1995)
- 11 sept : La Maison des plaisirs 5 (1997)
- 16 oct : La Maison des plaisirs 6 (1998)
- 23 oct : Regardez-moi (Watch Me) (1995)
- 30 oct : Accès refusé (Access Denied) (1996)
- 6 nov : Jeux sexcitants (Play Time) (1995)
- 20 nov : Les Secrets d'une femme de chambre (Secrets of a Chambermaid) (1998)
- 18 déc : Piégé (Hard Time) (1996)

### 2000 à 2007
- 24 fév 2004 : Missions de charme (2002)[5]
- 10 avr 2004 : Le Journal de désirs (Diary of Lust) (2000)[6]
- 17 avr 2004 : Hotel Exotica (1999)[6]